# Êunomo de Esparta
Êunomo (em grego: Εύνομος) foi rei da cidade-Estado grega de Esparta de 800 a.C. até 786 a.C. ano da sua morte. Pertenceu à Dinastia Euripôntida.
Êunomo foi o pai de Licurgo, o legislador espartano.